# سوزي أميس كاميرون
سوزي أميس كاميرون (بالإنجليزية: Suzy Amis Cameron)‏ (ولدت في 5 يناير 1962) ناشطة بيئية وممثلة سابقة وعارضة أزياء أمريكية الجنسية .

## روابط خارجية
- سوزي أميس كاميرون على موقع IMDb (الإنجليزية)
- سوزي أميس كاميرون على موقع روتن توميتوز (الإنجليزية)
- سوزي أميس كاميرون على موقع ألو سيني (الفرنسية)
- سوزي أميس كاميرون على موقع تيرنر كلاسيك موفيز (الإنجليزية)
- سوزي أميس كاميرون على موقع أول موفي (الإنجليزية)
- سوزي أميس كاميرون على موقع قاعدة بيانات برودواي على الإنترنت (الإنجليزية)
- سوزي أميس كاميرون على موقع قاعدة بيانات الأفلام السويدية (السويدية)
- سوزي أميس كاميرون على موقع إن إن دي بي (الإنجليزية)
- سوزي أميس كاميرون على موقع ديسكوغز (الإنجليزية)
- سوزي أميس كاميرون على موقع قاعدة بيانات الفيلم (الإنجليزية)